# Wilk morski (film 1993)
Wilk morski (ang. The Sea Wolf) – amerykański film przygodowy z 1993 roku. Film jest adaptacją powieści Wilk morski Jacka Londona.

## Treść
Młody arystokrata wyrusza w rejs, podczas którego poznaje piękną artystkę. W wyniku gwałtownego sztormu prom zaczyna tonąć, a dwójkę ocalałych rozbitków ratuje szkuner łowców fok, dowodzony przez kapitana Wolfa Larsena, który żelazną ręką utrzymuje dyscyplinę. Bezwzględnie zamierza także egzekwować posłuszeństwo od wszystkich osób znajdujących się na pokładzie jego statku. Tymczasem załoga planuje bunt.

## Obsada
- Charles Bronson - Kapitan Wolf Larsen
- Tom McBeath - Latimer
- Christopher Reeve - Humphrey Van Weyden
- Clive Revill - Thomas C. 'Cookie' Mugridge
- Len Cariou - Dr. Picard
- Marc Singer - Johnson
- Catherine Mary Stewart - Flaxen Brewster